# 강은철
강은철(1953년 11월 10일 ~ )은 대한민국의 가수이다.

## 학력
- 동대문상업고등학교(졸업) 1972년

## 생애
1981년 '흩어진 마음'으로 가요계에 데뷔했다. 1983년 1집에 실린 '삼포가는 길'(이혜민 작사.작곡)이 큰 인기를 얻었다. 2008년 경남 진해의 웅천동 삼포마을 입구 도로변에 ‘삼포로 가는 길’ 노래비가 세워졌다.

## 기타 정보
- 좋아하는 영화 : 졸업 (1967년 영화)
- 좋아하는 가수 : 사이먼 & 가펑클
- MBTI : ESFJ